# 中國年號
中國年號是中国歷史上各個朝代和政權所使用的紀年制度，用於年份識別和名號。時間從西元前140年汉武帝建立年號紀元制度，直到西元1912年中華民國成立之前，這個年號紀年體系一直是中國官方的年份識別和名號方法，在之後由民國紀年取代。中華文化圈的其他國家——韓國、越南和日本，先後受中國政治文化的影響，也採用了年號紀年制度。

## 中国歷史上的年号起源
在中国歷史上，第一个年号出现在西汉汉武帝时期，年号为建元（前140年—前135年）。此前的帝王只有年数，没有年号。據清朝趙翼的《二十二史劄記》考證，年號紀年是在漢武帝十九年首創的，年號為「元狩」。《漢書》上記載說，前122年十月，漢武帝出去狩獵，捉到一隻獨角獸白麟，群臣認為這是吉祥的神物，值得紀念，建議用來記年，於是立年號為「元狩」，稱該年為元狩元年，并追認元狩前的年號建元、元光和元朔。可是，過了六年，又在山西汾陽地方獲得一只三個腳的寶鼎，群臣又認為這是吉祥的神物，建議用來紀年，於是改年號為「元鼎」，稱那年為元鼎元年，後來，人們把這記錄年代的開始之年稱为「紀元」，改換年號（或帝王紀年時代改稱元年）叫做「改元」。首實行改元（改稱元年）者為漢文帝，但未取年号。此后，每次新皇帝登基，常常会改元，并同时改变年号。一般改元从下诏的第2年算起（史稱「逾年改元」），也有一些从本年年中算起。
辛德勇《改订西汉新莽纪年表》以為，太初改元之初可能還沒使用年號紀年，而是在五月與改正朔、易服色的改制措施同時實行。

## 改元
在元朝及以前，有部份皇帝只用一個年號，有部份会频繁改元。例如汉武帝有11个年号，武则天在位21年有18个年号。也有皇帝即位不改元，沿用前任皇帝的年号，例如五代时期后梁的“乾化”年号、后晋的“天福”年号、后周的“显德”年号。因此元朝及以前的皇帝，較少以年號稱呼。
明朝起，一世一元制成为惯例，除了明英宗因夺门之变政變復辟、及清太宗因更改国号而改元一次外，其他皇帝也沒有改元，都是一位皇帝一个年号，因此明清皇帝也較常以年號稱呼（雖然溥儀擔任清朝皇帝時使用“宣統”年號 ，擔任滿洲國執政和皇帝時，先後使用“大同”和“康德”年號，即共有3個年號，但後兩者通常不为中国正统史书所承认）。
通常遵循"逾年改元"制度，次年才改元是为表示对先帝的尊重。改换年号在中国历史上通常在新皇帝即位的第二年年初，但有时也在新皇帝即位后不久就改，不必等到第二年

## 年号的使用
年号被认为是帝王正统的标志，称为“奉正朔”。一个政权使用另一个政权的年号，被认为是藩属、臣服的标志之一。这种现象主要发生在中国分裂的时期。五代十国时，闽国、楚国使用后梁、后唐年号，吴越国使用唐、后梁、后唐、后晋、后汉、后周和北宋的年号，另外朝鮮、琉球為中國藩屬時，亦用中國帝王年號。也因此，许多地方割据势力、少数民族政权，以及人民起义也常常自立年号纪年。
中国年号的使用情况非常复杂。同一时期并存的政权，往往各有年号。还有的政权一年之中数次改元，几个年号重叠使用。也有政权自己不建年号，而沿用前朝或其他政权的年号。例如后晋的天福年号用至九年，改为开运元年。3年后，后汉刘知远称帝，不自建年号，也不沿用开运年号，而是追承天福十二年。还有许多年号在不同时期重复使用。例如建元就有5个时期在使用。还有因为避讳或者其他原因，一个年号有不同写法，例如唐殇帝的唐隆年号，因避諱唐玄宗李隆基又写作唐元、唐安、唐兴。
有些年号是根据两个前代年号合併而成，如贞元取自貞觀开元，隆兴取自建隆绍兴，淳熙取自淳化雍熙，绍熙取自绍兴淳熙，庆元取法慶曆元祐、开禧取自开宝天禧等。

## 年号的废止
1908年，溥儀即位清朝皇帝，年號“宣统”，是為中國最后一个獲普遍承認的年号。
1912年，清朝滅亡，中华民国成立，年號紀年與帝制一併廢除，改用民国纪年。其後，虽然袁世凯称帝时，使用“洪宪”年号；溥儀擔任滿洲國執政和皇帝時，分別使用“大同”和“康德”年號，但是通常不为中国正统史书所承认。
1949年，中华人民共和国成立，改用公元纪年，一直至今。同時中華民國遷臺，則仍在臺灣使用民國紀年。有少数人提出为了传承中华传统文化，丰富世界纪年文化多样性，保护中国非物质文化遗产，而建议恢复年号。